# Најкориснији играч финала Еврокупа у кошарци
Најкориснији играч финала Еврокупа (енгл. EuroCup Basketball Finals MVP) годишња је награда коју Еврокуп у кошарци додељује играчу који је приказао најбољу игру током финала овог такмичења. Награда је установљена у сезони 2002/03, а до сада је ниједан играч није добио два пута. Валенсија је једини клуб из чијих редова су дошла чак четири добитника.

## Досадашњи добитници
Легенда:
|  | Играч је у истој сезони био и МВП Еврокупа. |

| Сезона   | Играч                  | Клуб                   | Изв.  |
| -------- | ---------------------- | ---------------------- | ----- |
| 2002/03. | Дејан Томашевић        | Валенсија              |       |
| 2003/04. | Кели Макарти           | Хапоел Јерусалим       |       |
| 2004/05. | Робертас Јавтокас      | Лијетувос ритас        |       |
| 2005/06. | Рубен Даглас           | Динамо Москва          |       |
| 2006/07. | Чарлс Смит             | Реал Мадрид            |       |
| 2007/08. | Руди Фернандез         | Хувентуд               |       |
| 2008/09. | Маријонас Петравичијус | Лијетувос ритас (2)    |       |
| 2009/10. | Метју Нилсен           | Валенсија (2)          |       |
| 2010/11. | Марко Поповић          | УНИКС Казањ            |       |
| 2011/12. | Зоран Планинић         | Химки                  |       |
| 2012/13. | Ричард Хендрикс        | Локомотива Кубањ       |       |
| 2013/14. | Џастин Долман          | Валенсија (3)          |       |
| 2014/15. | Тајрис Рајс            | Химки (2)              |       |
| 2015/16. | Стефон Лазме           | Галатасарај            |       |
| 2016/17. | Алберто Дијаз          | Малага                 |       |
| 2017/18. | Скоти Вилбекин         | Дарушафака             |       |
| 2018/19. | Вил Томас              | Валенсија (4)          |       |
| 2019/20. | Награда није додељена. | Награда није додељена. | [ 1 ] |
| 2020/21. | Роб Греј               | Монако                 | [ 2 ] |
| 2021/22. | Милош Теодосић         | Виртус Болоња          | [ 3 ] |
| 2022/23. | Џон Шурна              | Гран Канарија          | [ 4 ] |
| 2023/24. | Ти-Џеј Шортс           | Париз                  | [ 5 ] |
| 2024/25. | Џонатан Мотли          | Хапоел Тел Авив        | [ 6 ] |

## Број изабраних играча по клубовима
| Клуб             | Број изабраних играча |
| ---------------- | --------------------- |
| Валенсија        | 4                     |
| Лијетувос ритас  | 2                     |
| Химки            | 2                     |
| Виртус Болоња    | 1                     |
| Галатасарај      | 1                     |
| Гран Канарија    | 1                     |
| Дарушафака       | 1                     |
| Динамо Москва    | 1                     |
| Локомотива Кубањ | 1                     |
| Малага           | 1                     |
| Монако           | 1                     |
| Париз            | 1                     |
| Реал Мадрид      | 1                     |
| УНИКС Казањ      | 1                     |
| Хапоел Јерусалим | 1                     |
| Хапоел Тел Авив  | 1                     |
| Хувентуд         | 1                     |